# Putanges-le-Lac
Putanges-le-Lac est une commune française située dans le département de l'Orne en région Normandie, peuplée de 2 115 habitants. Elle est créée le 1er janvier 2016 par la fusion de neuf communes, sous le régime juridique des communes nouvelles. Les communes de Chênedouit, La Forêt-Auvray, La Fresnaye-au-Sauvage, Ménil-Jean, Putanges-Pont-Écrepin, Rabodanges, Les Rotours, Saint-Aubert-sur-Orne et Sainte-Croix-sur-Orne deviennent des communes déléguées.

## Géographie

### Hydrographie
La commune est située dans le bassin Seine-Normandie. Elle est drainée par l'Orne, la Coulandre, la Fontaine au Heron, le cours d'eau 01 de la Retenue de Rabodanges, le cours d'eau 01 de l'Aunay Douard, le cours d'eau 01 de l'Étre aux Jumelines, le cours d'eau 01 de l'Étre Morand, le cours d'eau 01 de l'Étre Serans, le cours d'eau 01 des Suquets, le cours d'eau 02 de la Chevalerie, le cours d'eau 02 des Coutures, le cours d'eau 02 du Val Morin, le fossé 01 de la Boirie, le fossé 01 de la Buronnière Saint-Clément, le fossé 01 de la Cahoudière, le fossé 01 de la Vaudière, le fossé 01 de l'Étre au Moine, le fossé 01 des Bâles, le fossé 01 des Belletières, le fossé 01 des Mineries, le fossé 01 du Cul de Chaudron, le fossé 01 du Meseret, le fossé 01 du Moulin de Sainte-Croix, le fossé 01 du Piquerel, le fossé 01 du Val Besnard, le fossé 01 du Val Fermé, le fossé 02 des Monts, le fossé 03 du Bouillon, le fossé 03 du Coudray, le fossé 04 du Chêne, le fossé 10 du Moulin, le Pont Oger, le ruisseau de la Guesnerie, le ruisseau de Maufy, le ruisseau de Vienne, le ruisseau des Monts Hiboux, le ruisseau des Vallées, le ruisseau du Gue Blandin et le Val Renard,.
L'Orne, d'une longueur de 170 km, prend sa source dans la commune d'Aunou-sur-Orne et se jette  dans l'embouchure de l'Orne à Merville-Franceville-Plage, après avoir traversé 60 communes. Les caractéristiques hydrologiques de l'Orne sont données par la station hydrologique située sur la commune de Menus. Le débit moyen mensuel est de 8,08 m3/s. Le débit moyen journalier maximum est de 102 m3/s, atteint lors de la crue du 6 janvier 2001.
Quatre plans d'eau complètent le réseau hydrographique : la retenue de Rabodanges (79,24 ha), le barrage de Saint-Philbert, d'une superficie totale de 25,7 ha (0,64 ha sur la commune), le Repas (1,47 ha) et l'étang de la Fresnaye (5,17 ha),.

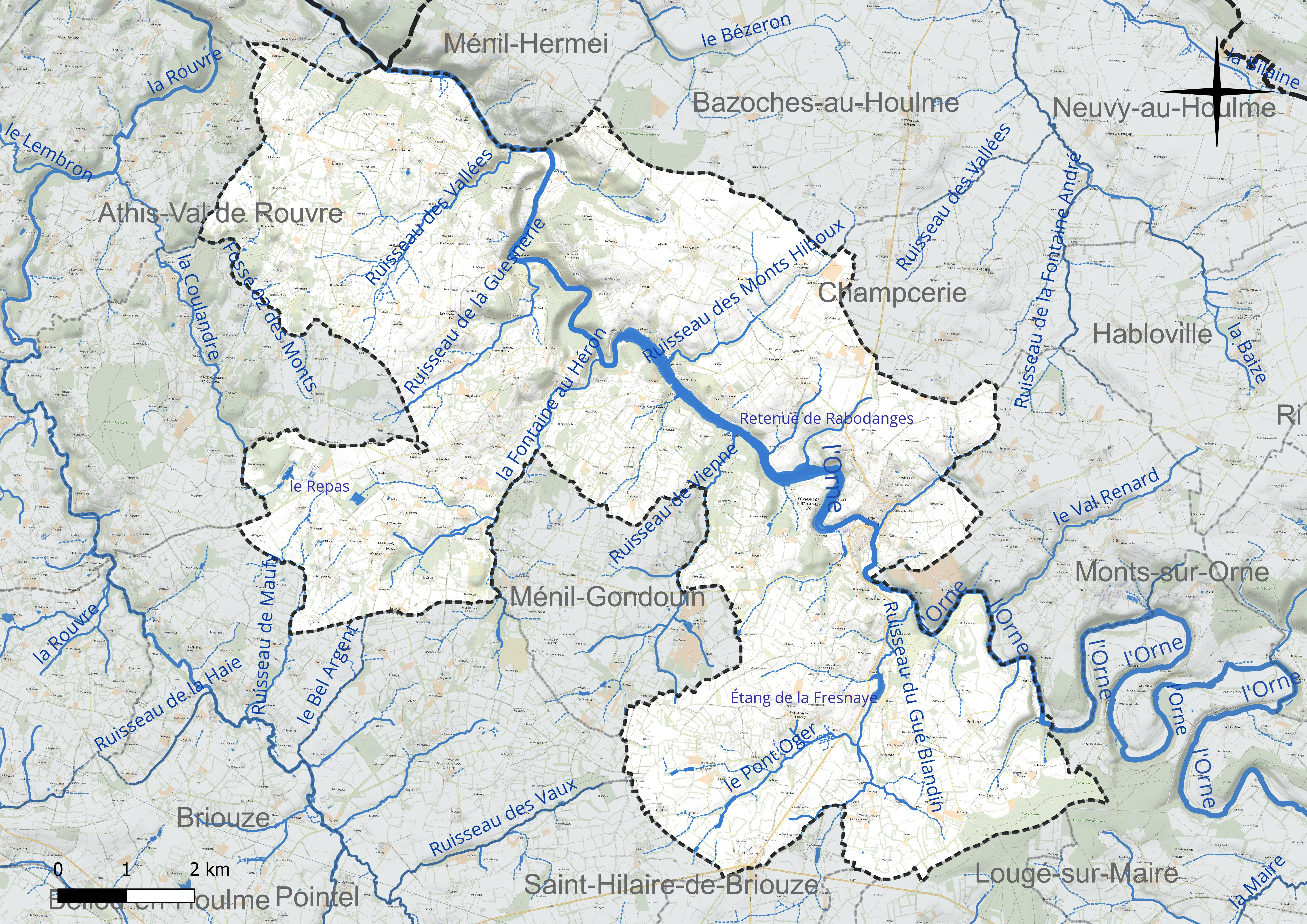
Réseau hydrographique de Putanges-le-Lac.

### Climat
Le climat qui caractérise la commune est qualifié, en 2010, de « climat océanique altéré », selon la typologie des climats de la France qui compte alors huit grands types de climats en métropole. En 2020, la commune ressort du même type de climat dans la classification établie par Météo-France, qui ne compte désormais, en première approche, que cinq grands types de climats en métropole. Il s’agit d’une zone de transition entre le climat océanique, le climat de montagne et le climat semi-continental. Les écarts de température entre hiver et été augmentent avec l'éloignement de la mer. La pluviométrie est plus faible qu'en bord de mer, sauf aux abords des reliefs.
Les paramètres climatiques qui ont permis d’établir la typologie de 2010 comportent six variables pour les températures et huit pour les précipitations, dont les valeurs correspondent à la normale 1971-2000. Les sept principales variables caractérisant la commune sont présentées dans l'encadré ci-après.
| Paramètres climatiques communaux sur la période 1971-2000 - Moyenne annuelle de température : 10,2 °C - Nombre de jours avec une température inférieure à −5 °C : 2,8 j - Nombre de jours avec une température supérieure à 30 °C : 2 j - Amplitude thermique annuelle : 13,2 °C - Cumuls annuels de précipitation : 787 mm - Nombre de jours de précipitation en janvier : 12 j - Nombre de jours de précipitation en juillet : 7,7 j |

Avec le changement climatique, ces variables ont évolué. Une étude réalisée en 2014 par la Direction générale de l'Énergie et du Climat complétée par des études régionales prévoit en effet que la  température moyenne devrait croître et la pluviométrie moyenne baisser, avec toutefois de fortes variations régionales. La station météorologique de Météo-France installée sur la commune et mise en service en 1997 permet de connaître en continu l'évolution des indicateurs météorologiques. Le tableau détaillé pour la période 1981-2010 est présenté ci-après.
| Mois                                  | jan.         | fév.          | mars          | avril         | mai           | juin          | jui.          | août          | sep.          | oct.            | nov.          | déc.           | année     |
| ------------------------------------- | ------------ | ------------- | ------------- | ------------- | ------------- | ------------- | ------------- | ------------- | ------------- | --------------- | ------------- | -------------- | --------- |
| Température minimale moyenne (°C)     | 1,6          | 1,7           | 3             | 4,7           | 8             | 10,3          | 12            | 12,2          | 9,7           | 7,8             | 4,4           | 1,5            | 6,4       |
| Température moyenne (°C)              | 4,2          | 4,9           | 6,9           | 9,4           | 12,9          | 15,7          | 17,4          | 17,6          | 15            | 11,6            | 7,4           | 4,2            | 10,6      |
| Température maximale moyenne (°C)     | 6,9          | 8,1           | 10,9          | 14,1          | 17,8          | 21            | 22,7          | 23            | 20,2          | 15,4            | 10,4          | 7              | 14,8      |
| Record de froid (°C) date du record   | −12 26.01.07 | −13 11.02.12  | −8,7 01.03.05 | −5,1 11.04.03 | −1,4 14.05.10 | 1,5 04.06.01  | 4,9 17.07.00  | 4,6 31.08.10  | 0,8 25.09.03  | −5,4 30.10.1997 | −7,7 30.11.10 | −12,3 29.12.05 | −13 2012  |
| Record de chaleur (°C) date du record | 15 27.01.03  | 20,8 27.02.19 | 23,5 30.03.21 | 26,8 20.04.18 | 32,1 27.05.05 | 35,4 29.06.19 | 38,2 25.07.19 | 37,6 10.08.03 | 32,1 04.09.05 | 27,5 02.10.11   | 22,6 01.11.15 | 15,7 07.12.00  | 38,2 2019 |
| Précipitations (mm)                   | 81,7         | 62,9          | 70,9          | 58,3          | 65,3          | 52            | 67,4          | 57            | 67,4          | 94,5            | 89,6          | 97,5           | 864,5     |

## Urbanisme

### Typologie
Au 1er janvier 2024, Putanges-le-Lac est catégorisée commune rurale à habitat très dispersé, selon la nouvelle grille communale de densité à sept niveaux définie par l'Insee en 2022.
Elle est située hors unité urbaine et hors attraction des villes,.

## Toponymie
Le déterminant fait référence au lac de Rabodanges.

## Histoire
La commune est créée le 1er janvier 2016 par un arrêté préfectoral du 26 novembre 2015, par la fusion de neuf communes, sous le régime juridique des communes nouvelles instauré par la loi no 2010-1563 du 16 décembre 2010 de réforme des collectivités territoriales. Les communes de Chênedouit, La Forêt-Auvray, La Fresnaye-au-Sauvage, Ménil-Jean, Putanges-Pont-Écrepin, Rabodanges, Les Rotours, Saint-Aubert-sur-Orne et Sainte-Croix-sur-Orne deviennent des communes déléguées et Putanges-Pont-Écrepin est le chef-lieu de la commune nouvelle.

## Politique et administration
| Période                                  | Période  | Identité         | Étiquette | Qualité                                                                                                   |
| ---------------------------------------- | -------- | ---------------- | --------- | --- |
| 5 janvier 2016                           | En cours | Sébastien Leroux | LR        | Ancien 1er adjoint de Putanges-Pont-Écrepin, secrétaire général de la présidence du conseil départemental |
| Les données manquantes sont à compléter. |          |                  |           | |

| Nom                           | Code Insee | Intercommunalité | Superficie (km2) | Population (dernière pop. légale) | Densité (hab./km2) |
| ----------------------------- | ---------- | ---------------- | ---------------- | --------------------------------- | ------------------ |
| Putanges-Pont-Écrepin (siège) | 61339      | CC du Val d'Orne | 10,12            | 980 (2022)                        | 97                 |
| Chênedouit                    | 61106      | CC du Val d'Orne | 8,93             | 168 (2022)                        | 19                 |
| La Forêt-Auvray               | 61174      | CC du Val d'Orne | 10,96            | 168 (2022)                        | 15                 |
| La Fresnaye-au-Sauvage        | 61179      | CC du Val d'Orne | 11,98            | 224 (2022)                        | 19                 |
| Ménil-Jean                    | 61270      | CC du Val d'Orne | 7,04             | 114 (2022)                        | 16                 |
| Rabodanges                    | 61340      | CC du Val d'Orne | 9,32             | 174 (2022)                        | 19                 |
| Les Rotours                   | 61354      | CC du Val d'Orne | 5,06             | 113 (2022)                        | 22                 |
| Saint-Aubert-sur-Orne         | 61364      | CC du Val d'Orne | 9,69             | 98 (2022)                         | 10                 |
| Sainte-Croix-sur-Orne         | 61378      | CC du Val d'Orne | 3,81             | 76 (2022)                         | 20                 |

## Démographie
L'évolution du nombre d'habitants est connue à travers les recensements de la population effectués dans la commune depuis sa création.
En 2022, la commune comptait 2 115 habitants, en évolution de −3,86 % par rapport à 2016 (Orne : −3,21 %, France hors Mayotte : +2,11 %).
| 2014  | 2019  | 2022  |
| ----- | ----- | ----- |
| 2 181 | 2 140 | 2 115 |

## Lieux et monuments
- Chapelle Notre-Dame de Méguillaume

## Activité et manifestations
- Le Football Club de Putanges le Lac créé en 1965 sous le nom de Union sportive de Putanges[56].